# Cynorkis cordemoyi
Cynorkis cordemoyi är en orkidéart som beskrevs av Charles Frappier och Eugène Jacob de Cordemoy. Cynorkis cordemoyi ingår i släktet Cynorkis, och familjen orkidéer.
Artens utbredningsområde är Réunion. Inga underarter finns listade i Catalogue of Life.